# BlueHat
BlueHat o blue hat és un terme utilitzat per referir-se a la consultoria de seguretat informàtica externa per empreses que utilitzen un sistema de test d'errors abans de llançar un producte. Així, cerquen forats perquè es puguin tancar. Concretament, Microsoft utilitza aquest terme per referir-se als professionals de la seguretat informàtica que convida a buscar vulnerabilitats en els seus productes, com ara Windows.
La Conferència de BlueHat de Hackers de Microsoft és una conferència a la qual només es pot assistir amb invitació creada per Window Snyder que intenta obrir la comunicació entre els enginyers de Microsoft i hackers. L'esdeveniment s'adreça a la comprensió mútua més que a la confrontació ocasional. Els desenvolupadors de Microsoft es van sentir incòmodes quan es va demostrar el Metasploit (?).